# 李定勳
李定勳為中國清朝武官官員，本籍廣東。李定勳於1879年（光緒5年）奉旨接替吳奇勳，於澎湖群島擔任澎湖水師協副將。而隸屬台灣鎮之下的此官職職等為正二品，是台灣清治時期的這階段，扼守台灣海峽的重要武將，並統帥兩標水營，數千名水師兵勇。
| 前任： 吳奇勳 | 澎湖水師協副將 1879年上任 | 繼任： 蘇吉良 |